# Serie A
Serie A [ˈseːrje a] – najwyższa w hierarchii klasa męskich ligowych rozgrywek piłkarskich we Włoszech, będąca jednocześnie najwyższym szczeblem centralnym (I poziom ligowy), utworzona w 1929 roku i zarządzana przez Lega Nazionale Profesionisti Serie A (do 2010 Lega Calcio), a wcześniej przez Włoski Związek Piłki Nożnej (FIGC). Zmagania w jej ramach toczą się cyklicznie (co sezon) i przeznaczone są dla 20 najlepszych krajowych klubów piłkarskich. Jej triumfator zostaje Mistrzem Włoch, zaś najsłabsze drużyny są relegowane do Serie B (II ligi włoskiej).

## Historia
Mistrzostwa Włoch w piłce nożnej rozgrywane są od 1898 roku. Niejednokrotnie zmieniał się format rozgrywek. W 1929 została założona Serie A, rozgrywki której wystartowały po raz pierwszy w sezonie 1929/30.

## System rozgrywek
Obecny format ligi zakładający brak podziału na grupy obowiązuje od sezonu 1929/30. Po przerwie spowodowanej działaniami wojennymi, w roku 1945/46 rozegrany został sezon przejściowy, w którym wzięło udział 8 drużyn. Od sezonu 1946/47 reaktywowano obecną formułę rozgrywek.
Rozgrywki składają się z 38 kolejek spotkań rozgrywanych pomiędzy drużynami systemem kołowym. Każda para drużyn rozgrywa ze sobą dwa mecze – jeden w roli gospodarza, drugi jako goście. Od sezonu 2004/05 w lidze występuje 20 zespołów. W przeszłości liczba ta wynosiła 16 oraz 18. Drużyna zwycięska za wygrany mecz otrzymuje 3 punkty (do sezonu 1993/94 2 punkty), 1 za remis oraz 0 za porażkę.
Zajęcie pierwszego miejsca po ostatniej kolejce spotkań oznacza zdobycie tytułu Mistrzów Włoch w piłce nożnej. Dodatkowo, zwycięska drużyna premiowana jest możliwością umieszczenia na swoim trykocie tarczy Scudetto. Mistrz Włoch, a także drużyna z drugiego, trzeciego i czwartego miejsca zdobywa prawo gry w Lidze Mistrzów UEFA. Piąta drużyna oraz zwycięzca Pucharu Włoch zdobywają możliwość gry w Lidze Europy UEFA. Drużyna szósta (lub siódma, jeśli zwycięzca Pucharu Włoch zajmie miejsce w pierwszej szóstce) awansuje do kwalifikacji do Ligi Konferencji Europy UEFA. Zajęcie 3 ostatnich miejsc wiąże się ze spadkiem drużyn do Serie B.
W przypadku zdobycia tej samej liczby punktów, klasyfikacja końcowa ustalana jest na podstawie wyniku dwumeczu pomiędzy drużynami, w następnej kolejności, w przypadku remisu – na podstawie różnicy bramek w pojedynku bezpośrednim, następnie na podstawie ogólnego bilansu bramkowego osiągniętego w sezonie, większej liczby bramek zdobytych oraz w ostateczności za pomocą losowania.

## Oznaki mistrzowskie
W sezonie następującym po sezonie wygranym przez daną drużynę, ma ona prawo występowania w koszulkach udekorowanym tarczą, (wł. Scudetto) czyli symbolem posiadania tytułu Mistrza Włoch. Tradycja ta sięga swoją historią do sezonu 1924/25, kiedy to po raz pierwszy na swoich koszulkach umieścili ją mistrzowie z Genoa CFC. Od sezonu 1960/61 zwycięski klub premiowany jest również Pucharem Mistrza Włoch, oficjalnym trofeum Serie A.
W roku 1958 związany z Juventusem F.C. Umberto Agnelli, zdecydował, iż jego klub uczci zdobycie dziesiątego w historii mistrzostwa Włoch poprzez umieszczenie ponad herbem symbolicznej złotej, 5-ramiennej gwiazdy. Juventus był pierwszą drużyną europejską która zdecydowała się celebrować zdobycie jubileuszowego tytułu mistrzów. Tradycja ta przyjęła się zarówno we Włoszech, jak i w innych krajach. Wzorem klubu z Turynu swoje dziesiąte mistrzostwo uczciły również Milan oraz Inter.
Aktualnie trzy drużyny posiadają prawo umieszczania gwiazdy nad herbem
- 3 gwiazdy: Juventus F.C. (1957/58, 1981/82, 2013/14)
- 2 gwiazdy: Inter Mediolan (1965/66, 2023/24)
- 1 gwiazda: A.C. Milan (1978/79)

## Skład ligi w sezonie 2025/26
| Uczestnicy poprzedniej edycji                                                                                 | Uczestnicy poprzedniej edycji | Uczestnicy poprzedniej edycji | Uczestnicy poprzedniej edycji |
| --- | ----------------------------- | ----------------------------- | ----------------------------- |
| NAP | Napoli                        | 1                             |                               |
| INT | Inter Mediolan                | 2                             |                               |
| ATA | Atalanta                      | 3                             |                               |
| JUV | Juventus                      | 4                             |                               |
| ROM | Roma                          | 5                             |                               |
| FIO | Fiorentina                    | 6                             |                               |
| LAZ | Lazio                         | 7                             |                               |
| MIL | Milan                         | 8                             |                               |
| BOL | Bologna                       | 9                             |                               |
| COM | Como                          | 10                            |                               |
| TOR | Torino                        | 11                            |                               |
| UDI | Udinese                       | 12                            |                               |
| GEN | Genoa                         | 13                            |                               |
| VER | Verona                        | 14                            |                               |
| CAG | Cagliari                      | 15                            |                               |
| PAR | Parma                         | 16                            |                               |
| LCE | Lecce                         | 17                            |                               |
| Spadek z Serie A (2024/2025)                                                                                  |                               |                               |                               |
| EMP | Empoli                        | 18                            |                               |
| VEN | Venezia                       | 19                            |                               |
| MON | Monza                         | 20                            |                               |
| Awans z Serie B (2024/2025)                                                                                   |                               |                               |                               |
| SAS | Sassuolo                      | 1                             |                               |
| PIS | Pisa                          | 2                             |                               |
| po barażach                                                                                                   |                               |                               |                               |
| CRE | Cremonese                     | 4                             |                               |
| Oznaczenia: - kolumna pierwsza – skróty nazw drużyn, - kolumna trzecia – miejsce zajęte w poprzednim sezonie. |                               |                               |                               |

## Statystyka

### Tabela medalowa
Mistrzostwo Włoch zostało do tej pory zdobyte przez 16 różnych drużyn. 12 z nich zostało mistrzami od wprowadzenia obecnych zasad rozgrywek od sezonu 1929/30.
Stan po sezonie 2024/2025.
| Drużyna                    | Mistrzostwa Włoch w piłce nożnej | Mistrzostwa Włoch w piłce nożnej | Mistrzostwa Włoch w piłce nożnej | Serie A | Serie A | Serie A | Serie A   | Serie A        |
| Drużyna                    |                                  |                                  |                                  |         |         |         | Podium(%) | Liczba sezonów |
| -------------------------- | -------------------------------- | -------------------------------- | -------------------------------- | ------- | ------- | ------- | --------- | -------------- |
| Juventus F.C.              | 36                               | 21                               | 12                               | 34      | 18      | 11      | 70%       | 90             |
| Inter Mediolan             | 20                               | 17                               | 15                               | 18      | 17      | 14      | 54%       | 91             |
| AC Milan                   | 19                               | 16                               | 18                               | 16      | 15      | 18      | 55%       | 89             |
| Genoa CFC                  | 9                                | 4                                | 2                                | 0       | 1       | 1       | 4%        | 56             |
| FC Torino                  | 7                                | 7                                | 7                                | 6       | 4       | 7       | 22%       | 79             |
| FC Bologna                 | 7                                | 4                                | 3                                | 5       | 3       | 3       | 14%       | 76             |
| Pro Vercelli               | 7                                | 1                                | 0                                | 0       | 0       | 0       | 0%        | 6              |
| AS Roma                    | 3                                | 14                               | 7                                | 3       | 14      | 7       | 27%       | 90             |
| SSC Napoli                 | 4                                | 8                                | 11                               | 4       | 8       | 11      | 30%       | 77             |
| S.S. Lazio                 | 2                                | 6                                | 7                                | 2       | 3       | 7       | 15%       | 80             |
| ACF Fiorentina             | 2                                | 5                                | 6                                | 2       | 5       | 6       | 15%       | 85             |
| Cagliari Calcio            | 1                                | 1                                | 0                                | 1       | 1       | 0       | 5%        | 43             |
| UC Sampdoria               | 1                                | 0                                | 1                                | 1       | 0       | 1       | 3%        | 65             |
| AS Casale                  | 1                                | 0                                | 0                                | 0       | 0       | 0       | 0%        | 4              |
| Hellas Verona              | 1                                | 0                                | 0                                | 1       | 0       | 0       | 3%        | 32             |
| Spezia Calcio              | 1                                | 0                                | 0                                | 0       | 0       | 0       | 0%        | 2              |
| U.S.D. Novese              | 1                                | 0                                | 0                                | 0       | 0       | 0       | 0%        | 0              |
| US Milanese                | 0                                | 2                                | 1                                | 0       | 0       | 0       | 0%        | 0              |
| Alba Roma                  | 0                                | 2                                | 0                                | 0       | 0       | 0       | 0%        | 0              |
| AS Livorno                 | 0                                | 2                                | 0                                | 0       | 1       | 0       | 6%        | 18             |
| Internazionale Turyn       | 0                                | 2                                | 0                                | 0       | 0       | 0       | 0%        | 0              |
| Vicenza Calcio             | 0                                | 2                                | 0                                | 0       | 1       | 0       | 3%        | 30             |
| AC Parma                   | 0                                | 1                                | 2                                | 0       | 1       | 2       | 11%       | 28             |
| AC Wenecja                 | 0                                | 1                                | 1                                | 0       | 0       | 1       | 8%        | 13             |
| Udinese Calcio             | 0                                | 1                                | 2                                | 0       | 1       | 2       | 6%        | 50             |
| FC Torinese                | 0                                | 1                                | 0                                | 0       | 0       | 0       | 0%        | 0              |
| Fortitudo Rzym             | 0                                | 1                                | 0                                | 0       | 0       | 0       | 0%        | 0              |
| Ginnastica Sampierdarenese | 0                                | 1                                | 0                                | 0       | 0       | 0       | 0%        | 3              |
| Perugia Calcio             | 0                                | 1                                | 0                                | 0       | 0       | 0       | 0%        | 13             |
| Pisa Calcio                | 0                                | 1                                | 0                                | 0       | 0       | 0       | 0%        | 7              |
| Savoia Calcio              | 0                                | 1                                | 0                                | 0       | 0       | 0       | 0%        | 0              |
| Atalanta BC                | 0                                | 0                                | 4                                | 0       | 0       | 4       | 6%        | 62             |
| SG Andrea Doria            | 0                                | 0                                | 2                                | 0       | 0       | 0       | 0%        | 0              |
| Alessandria Calcio         | 0                                | 0                                | 1                                | 0       | 0       | 0       | 0%        | 13             |
| Calcio Padova              | 0                                | 0                                | 1                                | 0       | 0       | 1       | 6%        | 16             |
| FC Modena                  | 0                                | 0                                | 1                                | 0       | 0       | 1       | 8%        | 13             |

### Najwięcej meczów
Stan na 24.09.2023.
| l.p. | Gracz              | Liczba meczów | Klub                                                         | Lata gry             |
| ---- | ------------------ | ------------- | ------------------------------------------------------------ | -------------------- |
| 1.   | Gianluigi Buffon   | 657           | Parma, Juventus                                              | 1995–2018, 2019–2021 |
| 2.   | Paolo Maldini      | 647           | Milan                                                        | 1985–2009            |
| 3.   | Francesco Totti    | 619           | Roma                                                         | 1992–2017            |
| 4.   | Javier Zanetti     | 615           | Internazionale                                               | 1995–2014            |
| 5.   | Gianluca Pagliuca  | 592           | Sampdoria, Internazionale, Bologna, Ascoli                   | 1987–2007            |
| 6.   | Dino Zoff          | 570           | Udinese Calcio, Mantova, Napoli, Juventus                    | 1961–1983            |
| 7.   | Samir Handanovič   | 566           | Treviso, Lazio, Udinese, Internazionale                      | 2004–2006, 2007-2023 |
| 8.   | Pietro Vierchowod  | 562           | Como, Fiorentina, Roma, Sampdoria, Juventus, Milan, Piacenza | 1980–2000            |
| 9.   | Fabio Quagliarella | 556           | Torino, Ascoli, Udinese, Napoli, Juventus, Sampdoria         | 1999–2023            |
| 10.  | Roberto Mancini    | 541           | Bologna, Sampdoria, Lazio                                    | 1981–2001            |

### Najlepsi strzelcy
Stan na 14 kwietnia 2024
| l.p. | Gracz                | Gole | Mecze | Kluby | Lata gry        |
| ---- | -------------------- | ---- | ----- | --- | --------------- |
| 1.   | Silvio Piola         | 274  | 537   | Pro Vercelli, S.S. Lazio, Juventus F.C., Novara                                                                         | 1929–1954       |
| 2.   | Francesco Totti      | 250  | 619   | AS Roma | 1992–2017       |
| 3.   | Gunnar Nordahl       | 225  | 291   | A.C. Milan, AS Roma | 1948–1958       |
| 4.   | Giuseppe Meazza      | 216  | 367   | Internazionale, A.C. Milan, Juventus F.C.                                                                               | 1929–1947       |
| 4.   | José Altafini        | 216  | 459   | A.C. Milan, SSC Napoli, Juventus F.C.                                                                                   | 1958–1976       |
| 6.   | Antonio Di Natale    | 209  | 444   | Empoli FC, Udinese Calcio                                                                                               | 2002–2016       |
| 7.   | Roberto Baggio       | 205  | 452   | ACF Fiorentina, Juventus F.C., A.C. Milan, Bologna FC, Internazionale, Brescia                                          | 1986–2004       |
| 8.   | Ciro Immobile        | 200  | 349   | Genoa CFC, Torino FC, S.S. Lazio                                                                                        | 2012–2014 2016– |
| 9.   | Kurt Hamrin          | 190  | 400   | Juventus F.C., Padova, ACF Fiorentina, A.C. Milan, SSC Napoli                                                           | 1956–1971       |
| 10.  | Giuseppe Signori     | 188  | 344   | Foggia, S.S. Lazio, UC Sampdoria, Bologna FC                                                                            | 1991–2004       |
| 10.  | Alessandro Del Piero | 188  | 478   | Juventus F.C. | 1993–2012       |
| 10.  | Alberto Gilardino    | 188  | 514   | Piacenza, Werona, Parma, A.C. Milan, ACF Fiorentina, Genoa CFC, Bologna FC, US Palermo, Empoli FC, Delfino Pescara 1936 | 1999–2017       |

|  |  |

## Prawa telewizyjne w Polsce
W komunikacie opublikowanym 29 czerwca 2021 r. telewizja Eleven Sports poinformowała o przedłużeniu praw telewizyjnych do Serie A na sezony 2021/2022, 2022/2023 i 2023/2024. Spotkania ligi włoskiej można również oglądać u bukmacherów STS, Fortuna, Superbet oraz Betclic, którzy prowadzą swoją działalność w Polsce.
Mecze włoskiej Serie A są również transmitowane w internecie. Stacja Eleven posiada aplikację, dzięki której można oglądać kanały Eleven na urządzeniach Smart TV oraz urządzeniach mobilnych.
| Lata                    | Stacja telewizyjna | Źródło        |
| ----------------------- | ------------------ | ------------- |
| 1996 – 2012 2013 – 2015 | Canal+             | [ 8 ] [ 9 ]   |
| 2007 – 2010             | Polsat Sport       | [ 11 ]        |
| 2012 – 2015             | nSport             | [ 12 ]        |
| 2013 – 2015             | Orange Sport       | [ 9 ]         |
| 2015 –                  | Eleven Sports      | [ 13 ] [ 14 ] |